# Taurus Awards 2008
Die Taurus Awards 2008 waren die siebte Verleihung des Taurus Award, eine US-amerikanische Auszeichnung für Filmstunts, welche am 17. Mai 2008 erneut wie seit 2003 auf einem Backlot der Paramount Pictures stattfanden, dem New-York-Street-Set.

## Verleihung
Die Verleihung fiel aufgrund des Autorenstreiks zwischen November 2007 und Februar 2008 kleiner aus, als dies in den Vorjahren der Fall war. Aus diesem Grund wurde erstmals auf die Verleihung des Taurus Lifetime Achievement Award for an Action Movie Star, des Taurus Lifetime Achievement Award sowie des Action Movie Star of the Year verzichtet.

## Gewinner und Nominierte
Der Taurus Award wird jährlich in wechselnden Kategorien vergeben. Im Jahr 2008 erfolgt die Verleihung in folgenden Kategorien.
Zeitleiste der Kategorien des Taurus Award
Die Auszeichnungen wurden wie in den drei Jahren zuvor in neun Kategorien verliehen, in denen insgesamt 31 verschiedene Filme nominiert wurden. Dabei wurde der Film Stirb langsam 4.0 mit sechs Nominierungen am häufigsten nominiert. Mit zwei Auszeichnungen erhielt Das Bourne Ultimatum die meisten Taurus Awards. Anders als in den drei Jahren zuvor wurde erstmals keine deutsche Actionserie als beste ausländische Produktion ausgezeichnet.
Folgende Filme des Vorjahres wurden 2008 nominiert sowie mit dem Taurus Award ausgezeichnet.
| Kategorie (Englische Originalbezeichnung)                                 | Nominierte Filme (Gewinner fett markiert)       |
| ------------------------------------------------------------------------- | ----------------------------------------------- |
| Beste Kampfszene (Best Fight)                                             | 300                                             |
| Beste Kampfszene (Best Fight)                                             | Code Name: The Cleaner                          |
| Beste Kampfszene (Best Fight)                                             | Death Sentence – Todesurteil                    |
| Beste Kampfszene (Best Fight)                                             | Operation: Kingdom                              |
| Beste Kampfszene (Best Fight)                                             | Stirb langsam 4.0                               |
| Bester Feuerstunt (Best Fire)                                             | American Gangster                               |
| Bester Feuerstunt (Best Fire)                                             | The Comebacks                                   |
| Bester Feuerstunt (Best Fire)                                             | Hot Rod – Mit Vollgas durch die Hölle           |
| Bester Feuerstunt (Best Fire)                                             | Der Nebel                                       |
| Bester Feuerstunt (Best Fire)                                             | Reno 911!: Miami                                |
| Bester Stunt in der Höhe (Best High Work)                                 | Das Bourne Ultimatum                            |
| Bester Stunt in der Höhe (Best High Work)                                 | Der Goldene Kompass                             |
| Bester Stunt in der Höhe (Best High Work)                                 | Stirb langsam 4.0                               |
| Bester Stunt in der Höhe (Best High Work)                                 | Number 23                                       |
| Bester Stunt in der Höhe (Best High Work)                                 | Shooter                                         |
| Bester Fahrzeugstunt (Best Work With A Vehicle)                           | Das Bourne Ultimatum                            |
| Bester Fahrzeugstunt (Best Work With A Vehicle)                           | Grindhouse                                      |
| Bester Fahrzeugstunt (Best Work With A Vehicle)                           | The Hitcher                                     |
| Bester Fahrzeugstunt (Best Work With A Vehicle)                           | Operation: Kingdom                              |
| Bester Fahrzeugstunt (Best Work With A Vehicle)                           | Rush Hour 3                                     |
| Bester Spezialstunt (Best Specialty Stunt)                                | Ghost Rider                                     |
| Bester Spezialstunt (Best Specialty Stunt)                                | Stirb langsam 4.0                               |
| Bester Spezialstunt (Best Specialty Stunt)                                | Pathfinder – Fährte des Kriegers                |
| Bester Spezialstunt (Best Specialty Stunt)                                | Seraphim Falls                                  |
| Bester Spezialstunt (Best Specialty Stunt)                                | Born to be Wild – Saumäßig unterwegs            |
| Härtester Schlag (Hardest Hit)                                            | Todeszug nach Yuma                              |
| Härtester Schlag (Hardest Hit)                                            | Death Sentence – Todesurteil                    |
| Härtester Schlag (Hardest Hit)                                            | Hot Rod – Mit Vollgas durch die Hölle           |
| Härtester Schlag (Hardest Hit)                                            | Stirb langsam 4.0                               |
| Härtester Schlag (Hardest Hit)                                            | Helden der Nacht – We Own the Night             |
| Bester Stunt einer Frau (Best Overall Stunt By A Stunt Woman)             | Die Fremde in dir                               |
| Bester Stunt einer Frau (Best Overall Stunt By A Stunt Woman)             | Mr. Brooks – Der Mörder in Dir                  |
| Bester Stunt einer Frau (Best Overall Stunt By A Stunt Woman)             | Grindhouse                                      |
| Bester Stunt einer Frau (Best Overall Stunt By A Stunt Woman)             | Stirb langsam 4.0                               |
| Bester Stunt einer Frau (Best Overall Stunt By A Stunt Woman)             | Redline                                         |
| Bester Stuntkoordinator (Best Stunt Coordinator And/Or 2nd Unit Director) | 300                                             |
| Bester Stuntkoordinator (Best Stunt Coordinator And/Or 2nd Unit Director) | Das Bourne Ultimatum                            |
| Bester Stuntkoordinator (Best Stunt Coordinator And/Or 2nd Unit Director) | Grindhouse                                      |
| Bester Stuntkoordinator (Best Stunt Coordinator And/Or 2nd Unit Director) | Stirb langsam 4.0                               |
| Bester Stuntkoordinator (Best Stunt Coordinator And/Or 2nd Unit Director) | Rush Hour 3                                     |
| Bester Stunt in einem ausländischen Film (Best Action In A Foreign Film)  | Apocalypse Code (Kod apokalipsisa) (Russland)   |
| Bester Stunt in einem ausländischen Film (Best Action In A Foreign Film)  | Das Inferno – Flammen über Berlin (Deutschland) |
| Bester Stunt in einem ausländischen Film (Best Action In A Foreign Film)  | Flash Point – Dou fo sin (Hongkong)             |
| Bester Stunt in einem ausländischen Film (Best Action In A Foreign Film)  | Paragraph 78 – Das Spiel des Todes (Russland)   |
| Bester Stunt in einem ausländischen Film (Best Action In A Foreign Film)  | Die letzte Legion (Vereinigtes Königreich)      |